# Matteuccia struthiopteris
Matteuccia struthiopteris, conocido comúnmente como helecho avestruz, es una especie de helecho, de regiones norteñas en todo el mundo, y norteño-central en Norteamérica.

## Descripción
Este helecho crece en una corona totalmente vertical, envía estolones laterales para formar nuevas coronas.  Forma así  colonias densas y resistentes. Cada racimo acaba formando una densa copa elevada. Las frondes fértiles, que son persistentes, brotan de la copa y constituyen un bonito decorado invernal. Las matas pueden extenderse con rapidez y volverse invasivas.
Los brotes tiernos son comestibles.

## Taxonomía
Matteuccia struthiopteris  fue descrita por (L.) Tod. y publicado en Giornale de Scienze Naturali ed Economiche de Palermo 1(3–4): 235. 1866.
Sinonimia
- Matteuccia pensylvanica (Willd.) Raymond
- Onoclea pensylvanica (Willd.) Sm.
- Pterinodes struthiopteris (L.) Kuntze
- Struthiopteris europaea Hornem.
- Struthiopteris germanica Willd.[2]